# مادیارآلماش
مادیارآلماش (به مجاری:  Magyaralmás) یک شهرداری در مجارستان است که در ناحیه سکش‌فهروار واقع شده‌است. مادیارآلماش ۲۲٫۴۲ کیلومتر مربع مساحت و ۱٬۴۹۱ نفر جمعیت دارد.